# كينغداو جونون
نادي كينغداو جونون لكرة القدم (بالصينية: 青岛中能足球俱乐部)؛ نادي كرة قدم صيني يلعب في دوري السوبر. تم تأسيس النادي في سنة 1990.

## وصلات خارجية
- Official Qingdao Jonoon Football Club website نسخة محفوظة 9 مارس 2009 على موقع واي باك مشين. صينية
- Official Qingdao Jonoon Group نسخة محفوظة 4 يونيو 2016 على موقع واي باك مشين. صينية
- 1994-2003 Qingdao F.C. players' appearance statistics صينية